# Karsten Wettberg
Karsten Wettberg (Friesack, 10 novembre 1941) è un allenatore di calcio tedesco, attualmente sulla panchina del SV Seligenporten.
Wettberg passò tutta la sua carriera di calciatore in squadre dilettantistiche bavaresi, prima di diventare allenatore del SV Saal. Raggiunge per la prima volta il massimo livello regionale nel 1980 come coacj del MTV Ingolstadt, che era appena retrocesso dalla 2. Bundesliga Süd. Con loro vinse la Bayernliga alla prima stagione, ma quell'anno non vi erano promozioni a causa della riforma della 2. Bundesliga, che veniva riunita in un solo girone nazionale.
Nel 1983 passò ai rivali del ESV Ingolstadt, un club che aveva appena subito una doppia retrocessione, scendendo fino alla quarta divisione. Vinse quindi la Landesliga Bayern-Süd con l'ESV nel 1984 ottenendo la promozione in Bayernliga. L'ESV finì 8° nel 1985 e 16° nel 1986, con conseguente retrocessione.
Wettberg allenò la SpVgg Landshut nel 1986-87; la squadra aveva vinto la Bayernliga 1985-86 , ma aveva rifiutato il passaggio nella categoria superiore. Passò quindi alla SpVgg Unterhaching, con cui vinse due Bayernliga, nel 1988 e 1989. In questo secondo caso ottennero anche la promozione in 2.Bundesliga, ma nel gennaio 1990 lasciò la panchina.
Già il mese dopo venne ingaggiato dal TSV 1860 Munich, che giocava in Bayernliga tentando di ritornare fra i professionisti dopo la retrocessione del 1982. La squadra giunse seconda nel 1990 e prima l'anno seguente, con una striscia sotto la guida di Wettberg di 54 partite senza sconfitte. In 2.Bundesliga però Wettberg fu licenziato dopo una sconfitta con il VfB Leipzig. Il 1860 venne comunque retrocesso a fine stagione.
Dopo una breve parentesi allo Jahn Regensburg nel 1992, tornò alla SpVgg Landshut dal 1992 al 1993, riportando la squadra in Bayernliga. Ripeté l'impresa l'anno seguente con la MTV Ingolstadt, quindi passò al SG Post/Süd Regensburg in Landesliga Bayern-Mitte.
Wettberg allenò il Augusta nella Regionalliga Süd dal luglio 1995 al settembre 1996 prima di tornare al SG Post/Süd. Con questo club ottenne un terzo posto nella Bayernliga 1997-98 per poi spostarsi nuovamente nei rivali cittadini del Jahn Regensburg. Lo Jahn, una squadra in declino dalla metà degli anni '70, visse sotto Wettberg una nuova primavera, vincendo la Landesliga Bayern-Mitte nel 1999 e la Bayernliga l'anno seguente, conseguendo quindi la promozione in Regionalliga. Lasciò lo Jahn alla fine della stagione 2000-01, dopo un 12º posto in Regionalliga e tornò per la terza volta al Landshut. Qui vinse ancora una volta la Landesliga.
Nel 2003 venne ingaggiato dall'ASV Cham in Landesliga e quindi dal TuS Regensburg, sempre in Landesliga; con quest'ultima squadra ottenne un secondo posto.
Nel 2006 gli venne conferita la Bundesverdienstkreuz; fra il 28 marzo 2007 ed il 27 maggio 2008 invece detenne la carica di vicepresidente del TSV 1860 Munich.

## Palmarès
- Promozioni in 2.Bundesliga (2): 1989, 1991
- Bayernliga (6): 1981, 1986, 1988, 1989, 1991, 2000
- Landesliga Bayern-Süd : 1984
- Landesliga Bayern-Mitte : 1999, 2003